# Irina Chromačëva
Irina Pavlovna Chromačëva (in russo Ирина Павловна Хромачёва?; Mosca, 12 maggio 1995) è una tennista russa.

## Biografia
Figlia di Pavel e Natalija Chromačëva, ha frequentato la Justine Henin Academy.
Nel 2008 ha vinto i campionati mondiali juniores del Les Petits As nel doppio insieme alla connazionale Daria Gavrilova. Nel 2009 è giunta alle semifinali all'US Open 2009 - Doppio ragazze dove in coppia con Dar'ja Gavrilova ha perso con Valerija Solov'ëva e Maryna Zanevs'ka che poi vinceranno la competizione.
La tennista russa è arrivata alla finale al torneo di Wimbledon 2010 - Doppio ragazze dove esibendosi con Elina Svitolina ha perso contro Tímea Babos e Sloane Stephens con il punteggio per le vincenti di 6(7)–7, 6-2, 6-2. Aveva sconfitto nelle semifinali Ons Jabeur e Mónica Puig con il punteggio di 6-4 e 6-1.
All'Open di Francia 2010 - Singolare ragazze è approdata alle semifinali, perdendo quindi contro Ons Jabeur (punteggio 3-6, 2-6).
Il 7 giugno 2010 ha raggiunto il n.1 nel ranking mondiale di categoria dell'ITF.
Nel novembre 2013 è stata convocata, per la prima volta nella sua carriera, dal capitano della nazionale russa di Fed Cup in occasione della finale della manifestazione disputata contro l'Italia a Cagliari.
Nel maggio 2018 ha vinto il suo primo titolo in singolo (ITF Women's Circuit Anning).

## Statistiche WTA

### Doppio

#### Vittorie (9)
| Legenda               | Legenda      |
| --------------------- | ------------ |
| Grande Slam (0)       |              |
| Ori Olimpici (0)      |              |
| WTA Finals (0)        |              |
| WTA Elite Trophy (0)  |              |
| Dal 2009 al 2020      | Dal 2021     |
| Premier Mandatory (0) | WTA 1000 (1) |
| Premier 5 (0)         | WTA 1000 (1) |
| Premier (0)           | WTA 500 (1)  |
| International (1)     | WTA 250 (6)  |

| N. | Data              | Torneo                          | Superficie      | Compagna         | Avversarie in finale                        | Punteggio        |
| 1. | 15 aprile 2018    | Copa Colsanitas, Bogotà         | Terra rossa     | Dalila Jakupović | Mariana Duque Mariño Nadia Podoroska        | 6-3, 6-4         |
| 2. | 8 aprile 2023     | Copa Colsanitas, Bogotà (2)     | Terra rossa     | Iryna Šymanovič  | Oksana Kalašnikova Katarzyna Piter          | 6-1, 3-6, [10-6] |
| 3. | 21 aprile 2024    | Open de Rouen, Rouen            | Terra rossa (i) | Tímea Babos      | Naiktha Bains Maia Lumsden                  | 6–3, 6–4         |
| 4. | 24 maggio 2024    | Marocco Open, Rabat             | Terra rossa     | Jana Sizikova    | Anna Danilina Xu Yifan                      | 6-3, 6-2         |
| 5. | 26 luglio 2024    | Iași Open, Iași                 | Terra rossa     | Anna Danilina    | Aleksandra Panova Jana Sizikova             | 6-4, 6-2         |
| 6. | 15 settembre 2024 | Guadalajara Open, Guadalajara   | Cemento         | Anna Danilina    | Oksana Kalašnikova Kamilla Rachimova        | 2-6, 7-5, [10-7] |
| 7. | 22 settembre 2024 | Thailand Open, Hua Hin          | Cemento         | Anna Danilina    | Eudice Chong Moyuka Uchijima                | 6-4, 7-5         |
| 8. | 13 ottobre 2024   | Wuhan Open, Wuhan               | Cemento         | Anna Danilina    | Asia Muhammad Jessica Pegula                | 6-3, 7-6(6)      |
| 9. | 14 giugno 2025    | Rosmalen Open, 's-Hertogenbosch | Erba            | Fanny Stollár    | Nicole Melichar-Martinez Ljudmila Samsonova | 7-5, 6-3         |

#### Sconfitte (5)
| Legenda               | Legenda      |
| --------------------- | ------------ |
| Grande Slam (0)       |              |
| Argenti Olimpici (0)  |              |
| WTA Finals (0)        |              |
| WTA Elite Trophy (0)  |              |
| Dal 2009 al 2020      | Dal 2021     |
| Premier Mandatory (0) | WTA 1000 (0) |
| Premier 5 (0)         | WTA 1000 (0) |
| Premier (1)           | WTA 500 (1)  |
| International (0)     | WTA 250 (3)  |

| N. | Data           | Torneo                         | Superficie      | Compagna             | Avversarie in finale                 | Punteggio           |
| 1. | 7 aprile 2019  | Charleston Open, Charleston    | Terra verde     | Veronika Kudermetova | Anna-Lena Grönefeld Alicja Rosolska  | 6(7)-7, 2-6         |
| 2. | 7 aprile 2024  | Copa Colsanitas, Bogotà        | Terra rossa     | Anna Bondár          | Cristina Bucșa Kamilla Rachimova     | 6(5)-7, 6-3, [8-10] |
| 3. | 20 luglio 2024 | Hungarian Grand Prix, Budapest | Terra rossa     | Anna Danilina        | Katarzyna Piter Fanny Stollár        | 3-6, 6-3, [3-10]    |
| 4. | 2 marzo 2025   | Mérida Open, Mérida            | Cemento         | Anna Danilina        | Katarzyna Piter Mayar Sherif         | 6(2)-7, 5-7         |
| 5. | 20 aprile 2025 | Open de Rouen, Rouen           | Terra rossa (i) | Linda Nosková        | Aleksandra Krunić Sabrina Santamaria | 0-6, 4-6            |

## Circuito WTA 125

### Singolare

#### Vittorie (1)
| N. | Data          | Torneo               | Superficie  | Avversaria in finale | Punteggio        |
| 1. | 5 maggio 2018 | Kunming Open, Anning | Terra rossa | Zheng Saisai         | 3-6, 6-4, 7-6(5) |

#### Sconfitte (1)
| N. | Data            | Torneo              | Superficie | Rivale in finale | Risultato     |
| 1. | 4 novembre 2018 | Mumbai Open, Mumbai | Cemento    | Luksika Kumkhum  | 6-1, 2-6, 3-6 |

### Doppio

#### Vittorie (6)
| N. | Data              | Torneo                       | Superficie  | Compagna         | Avversarie in finale              | Punteggio           |
| 1. | 5 maggio 2018     | Kunming Open, Anning         | Terra rossa | Dalila Jakupović | Guo Hanyu Sun Xuliu               | 6-1, 6-1            |
| 2. | 15 luglio 2023    | Swedish Open, Båstad         | Terra rossa | Panna Udvardy    | Eri Hozumi Jang Su-jeong          | 4–6, 6–3, [10–5]    |
| 3. | 23 settembre 2023 | Parma Ladies Open, Parma     | Terra rossa | Dalila Jakupović | Anna Bondár Kimberley Zimmermann  | 6-2, 6-3            |
| 4. | 18 maggio 2024    | Parma Ladies Open, Parma (2) | Terra rossa | Anna Danilina    | Ingrid Martins Elixane Lechemia   | 6-1, 6-2            |
| 5. | 8 giugno 2024     | Open delle Puglie, Bari      | Terra rossa | Anna Danilina    | Angelica Moratelli Renata Zarazúa | 6-1, 6-3            |
| 6. | 17 maggio 2025    | Clarins Open, Parigi         | Terra rossa | Fanny Stollár    | Tereza Mihalíková Olivia Nicholls | 4-6, 7-6(5), [10-5] |

#### Sconfitte (4)
| N. | Data             | Torneo                                   | Superficie  | Compagna           | Avversarie in finale               | Punteggio        |
| 1. | 12 novembre 2017 | Hua Hin Open, Hua Hin                    | Cemento     | Dalila Jakupović   | Duan Yingying Wang Yafan           | 3-6, 3-6         |
| 2. | 26 novembre 2017 | Mumbai Open, Mumbai                      | Cemento     | Dalila Jakupović   | Victoria Rodríguez Bibiane Schoofs | 5-7, 6-3, [7-10] |
| 3. | 8 luglio 2022    | Swedish Open, Båstad                     | Terra rossa | Mihaela Buzărnescu | Misaki Doi Rebecca Peterson        | w/o              |
| 4. | 18 giugno 2023   | Open Internacional de Valencia, Valencia | Terra rossa | Angelina Gabueva   | Aliona Bolsova Andrea Gámiz        | 4-6, 6-4, [7-10] |

## Statistiche ITF

### Singolare

#### Vittorie (18)
| Torneo $100.000 (0) |
| Torneo $80.000 (0)  |
| Torneo $75.000 (0)  |
| Torneo $60.000 (1)  |
| Torneo $50.000 (2)  |
| Torneo $40.000 (0)  |
| Torneo $25.000 (12) |
| Torneo $15.000 (0)  |
| Torneo $10.000 (3)  |

| N.  | Data              | Torneo                                                                          | Superficie  | Avversaria in finale     | Punteggio        |
| 1.  | 3 aprile 2011     | ITF Women's Circuit Ribeirao Preto, Ribeirão Preto                              | Terra rossa | Viktória Malová          | 6-1, 6–3         |
| 2.  | 8 maggio 2011     | Trofeo Primoljo, Casarano                                                       | Terra rossa | Anne Schäfer             | 6–3, 6-4         |
| 3.  | 30 giugno 2012    | Open GDF SUEZ du Périgord, Périgueux                                            | Terra rossa | Mónica Puig              | 6-3, 6-2         |
| 4.  | 10 giugno 2013    | Padova Challenge Open, Padova                                                   | Terra rossa | Patricia Mayr-Achleitner | 6–2, 6–3         |
| 5.  | 24 febbraio 2014  | AAT Women's Circuit Buenos Aires, Buenos Aires                                  | Terra rossa | Chanel Simmonds          | 6–2, 7-5         |
| 6.  | 21 giugno 2014    | Pavlov Cup, Minsk                                                               | Terra rossa | Ema Mikulčić             | 6–4, 1–6, 6–1    |
| 7.  | 27 giugno 2015    | Moscow Open, Mosca                                                              | Terra rossa | Valentyna Ivakhnenko     | 6-2, 6-2         |
| 8.  | 14 novembre 2015  | Pavlov Cup, Minsk                                                               | Cemento (i) | Başak Eraydın            | 6-2, 7-5         |
| 9.  | 27 febbraio 2016  | Spring Cup, Mosca                                                               | Cemento (i) | Yana Sizikova            | 6(7)–7, 6–4, 6–3 |
| 10. | 13 marzo 2016     | Abierto de Puebla, Puebla de Zaragoza                                           | Cemento (i) | Richèl Hogenkamp         | 6-3, 6-2         |
| 11. | 15 maggio 2016    | Open International Féminin Midi-Pyrénées Saint-Gaudens Comminges, Saint-Gaudens | Terra rossa | Maria Sakkarī            | 1–6, 7–6(3), 6–1 |
| 12. | 10 settembre 2016 | Hungarian Pro Circuit Ladies Open, Budapest                                     | Terra rossa | Cindy Burger             | 6–1, 6–2         |
| 13. | 12 novembre 2016  | LIC ITF Women's Tennis Championships, Pune                                      | Cemento     | Riko Sawayanagi          | 6–1, 6–1         |
| 14. | 12 marzo 2017     | Circuito Feminino Future de Tênis, San Paolo                                    | Terra rossa | Laura Pigossi            | 6–1, 6-2         |
| 15. | 14 ottobre 2017   | Óbidos Ladies Open, Óbidos                                                      | Sintetico   | Magdalena Fręch          | 6–1, 4–6, 6–4    |
| 16. | 18 febbraio 2018  | Perth Tennis International, Perth                                               | Cemento     | Katy Dunne               | 6–2, 6-3         |
| 17. | 16 maggio 2021    | Solgironès Open Catalunya, La Bisbal d'Empordà                                  | Terra rossa | Arantxa Rus              | 6-4, 1-6, 7-6(8) |
| 18. | 9 gennaio 2022    | Magic Tours, Monastir                                                           | Cemento     | Arlinda Rushiti          | 1-6, 6-4, 7-5    |

#### Sconfitte (11)
| Torneo $100.000 (0) |
| Torneo $80.000 (0)  |
| Torneo $75.000 (0)  |
| Torneo $60.000 (2)  |
| Torneo $50.000 (0)  |
| Torneo $40.000 (0)  |
| Torneo $25.000 (7)  |
| Torneo $15.000 (2)  |
| Torneo $10.000 (0)  |

| N.  | Data             | Torneo                                      | Superficie  | Avversaria in finale | Punteggio            |
| 1.  | 6 novembre 2011  | Republican Girls, Istanbul                  | Cemento (i) | Lesja Curenko        | 1-6, 5-7             |
| 2.  | 4 febbraio 2012  | McDonald's Burnie International, Burnie     | Cemento     | Olivia Rogowska      | 3-6, 3-6             |
| 3.  | 23 giugno 2013   | Open GDF SUEZ Montpellier, Montpellier      | Terra rossa | Ana Konjuh           | 3-6, 1-6             |
| 4.  | 8 novembre 2015  | Morocco Tennis Tour, Casablanca             | Terra rossa | Melanie Klaffner     | 6–2, 6(7)-7, 1–2 rit |
| 5.  | 3 febbraio 2019  | Launceston Tennis International, Launceston | Cemento     | Elena Rybakina       | 5-7, 3–3 rit.        |
| 6.  | 24 novembre 2019 | GD Tennis Cup Series, Adalia                | Cemento     | Lina Ǵorčeska        | 3–6, 6–3, 1–6        |
| 7.  | 7 marzo 2021     | ITF Women New Delhi, Nuova Delhi            | Cemento     | Pia Lovrič           | 3-6, 4-6             |
| 8.  | 8 maggio 2022    | Bastad Women's Tour, Båstad                 | Terra rossa | İpek Öz              | 3-6, 1-6             |
| 9.  | 15 maggio 2022   | ForteVillage ITF Trophy, Pula               | Terra rossa | Darja Semenistaja    | 4-6, 6-4, 1-6        |
| 10. | 24 luglio 2022   | Darmstadt Tennis International, Darmstadt   | Terra rossa | Antonia Ružić        | 3-6, 2-6             |
| 11. | 3 dicembre 2022  | Aberto da República, Rio de Janeiro         | Terra rossa | Iryna Šymanovič      | 2-6, 7-5, 4-6        |

### Doppio

#### Vittorie (34)
| Torneo $100.000 (1) |
| Torneo $80.000 (1)  |
| Torneo $75.000 (0)  |
| Torneo $60.000 (4)  |
| Torneo $50.000 (1)  |
| Torneo $40.000 (1)  |
| Torneo $25.000 (23) |
| Torneo $15.000 (0)  |
| Torneo $10.000 (3)  |

| N.  | Data              | Torneo                                                                          | Superficie  | Compagna               | Avversarie in finale                        | Punteggio           |
| 1.  | 1º aprile 2011    | Circuito Itaú de Tênis Feminino, Ribeirão Preto                                 | Terra rossa | Gabriela Cé            | Monique Albuquerque Isabela Miró            | 6–2, 6–4            |
| 2.  | 5 maggio 2012     | ITF Women's Circuit Chiasso, Chiasso                                            | Terra rossa | Dar'ja Gavrilova       | Conny Perrin Maša Zec-Peškirič              | 6-0, 7-6(1)         |
| 3.  | 14 maggio 2012    | Open International Féminin Midi-Pyrénées Saint-Gaudens Comminges, Saint-Gaudens | Terra rossa | Vesna Dolonc           | Naomi Broady Julia Glushko                  | 6–2, 6–0            |
| 4.  | 10 giugno 2013    | Padova Challenge Open, Padova                                                   | Terra rossa | Paula Kania            | Cristina Dinu Maša Zec Peškirič             | 6–3, 6-1            |
| 5.  | 23 giugno 2013    | Open GDF SUEZ Montpellier, Montpellier                                          | Terra rossa | Renata Voráčová        | Paula Cristina Gonçalves Inés Ferrer Suárez | 6–1, 6–4            |
| 6.  | 31 agosto 2013    | Open International Féminin de Wallonie de Tennis, Fleurus                       | Terra rossa | Diāna Marcinkēviča     | Gabriela Cé Daniela Seguel                  | 6-4, 6-3            |
| 7.  | 6 gennaio 2014    | Vero Beach International Tennis Open, Vero Beach                                | Terra verde | Allie Will             | Jacqueline Cako Sanaz Marand                | 7-5, 6-3            |
| 8.  | 13 gennaio 2014   | Tesoro Women's Challenge, Port St. Lucie                                        | Terra verde | Réka Luca Jani         | Jan Abaza Louisa Chirico                    | 6–4, 6–4            |
| 9.  | 23 febbraio 2014  | AAT Women's Circuit Buenos Aires, Buenos Aires                                  | Terra rossa | Julija Kalabina        | Carolina de los Santos Fernanda Brito       | 6-3, 6-2            |
| 10. | 28 febbraio 2014  | AAT Women's Circuit Buenos Aires, Buenos Aires                                  | Terra rossa | Julija Kalabina        | Ana Victoria Gobbi Monllau Constanza Vega   | 6-1, 6-1            |
| 11. | 9 giugno 2014     | Hungarian Open, Budapest                                                        | Terra rossa | Réka Luca Jani         | Dalila Jakupović Kateřina Kramperová        | 6–4, 7-5            |
| 12. | 16 giugno 2014    | Pavlov Cup, Minsk                                                               | Terra rossa | Ilona Kramen'          | Lidzija Marozava Svjatlana Piraženka        | 7–5, 6-0            |
| 13. | 17 gennaio 2015   | Plantation Pro Classic, Plantation                                              | Terra verde | Asia Muhammad          | Jan Abaza Sanaz Marand                      | 6-2, 6-2            |
| 14. | 19 giugno 2015    | Pavlov Cup, Minsk                                                               | Terra rossa | Valentina Ivachnenko   | Pemra Özgen Anastasiya Vasylyeva            | 6–3, 6–0            |
| 15. | 22 giugno 2015    | Moscow Open, Mosca                                                              | Terra rossa | Polina Leykina         | Alona Fomina Anastasyja Vasyl'eva           | 7-5, 7-5            |
| 16. | 20 luglio 2015    | Darmstadt Tennis International, Darmstadt                                       | Terra rossa | Lidzija Marozava       | Pemra Özgen Anne Schäfer                    | 6-4, 6-4            |
| 17. | 19 dicembre 2015  | Chang ITF Thailand Pro Circuit Bangkok, Bangkok                                 | Cemento     | Valerija Solov'ëva     | Jessy Rompies Nungnadda Wannasuk            | 5–7, 6–4, [12–10]   |
| 18. | 25 dicembre 2015  | Chang ITF Thailand Pro Circuit Bangkok, Bangkok                                 | Cemento     | Valerija Solov'ëva     | Choi Ji-hee Peangtarn Plipuech              | 6–3, 4–6, [10–5]    |
| 19. | 17 settembre 2016 | Open GDF SUEZ de Biarritz, Biarritz                                             | Terra rossa | Maryna Zanevs'ka       | Cornelia Lister Nina Stojanović             | 4–6, 7–5, [10–8]    |
| 20. | 7 novembre 2016   | LIC ITF Women's Tennis Championships, Pune                                      | Cemento     | Aleksandrina Najdenova | Sowjanya Bavisetti Rishika Sunkara          | 6–2, 6–1            |
| 21. | 10 settembre 2017 | XIXO Open Balatonboglár, Balatonboglár                                          | Terra rossa | Diāna Marcinkēviča     | Ágnes Bukta Vivien Juhászová                | 6-4, 6-3            |
| 22. | 5 gennaio 2018    | City of Playford Tennis International, Città di Playford                        | Cemento     | Dalila Jakupovič       | Junri Namigata Erika Sema                   | 2–6, 7–5, [10–5]    |
| 23. | 29 settembre 2018 | BBVA Open Ciudad de Valencia, Valencia                                          | Terra rossa | Nina Stojanović        | Valentini Grammatikopoulou Renata Zarazúa   | 6–1, 6–4            |
| 24. | 31 ottobre 2021   | Torneig Internacional Els Gorchs, Les Franqueses del Vallès                     | Cemento     | Arina Rodionova        | Susan Bandecchi Eden Silva                  | 2-6, 6-3, [10-6]    |
| 25. | 6 marzo 2022      | Santo Domingo Women's Open, Santo Domingo                                       | Cemento     | Natalija Stevanović    | Darja Semenistaja Anastasija Tichonova      | 6-1, 7-6(5)         |
| 26. | 16 luglio 2022    | Schönbusch Open, Aschaffenburg                                                  | Terra rossa | Marija Timofeeva       | Karolína Kubáňová Ivana Šebestová           | 6-2, 5-7, [10-3]    |
| 27. | 7 agosto 2022     | Hechingen Ladies Open, Hechingen                                                | Terra rossa | Diana Šnaider          | Tamara Čurović Chiara Scholl                | 6-2, 6-3            |
| 28. | 24 settembre 2022 | Krka Open Otocec, Otočec                                                        | Terra rossa | Iryna Šymanovič        | Sandra Samir Yang Ya-yi                     | 6-2, 6-4            |
| 29. | 8 ottobre 2022    | Santa Marina Cup, Sozopol                                                       | Cemento     | Elena Malõgina         | Ilona Georgiana Ghioroaie Rebeka Stolmár    | 7-6(3), 6-2         |
| 30. | 15 ottobre 2022   | Santa Marina Cup, Sozopol                                                       | Cemento     | Dar'ja Astachova       | Jasmijn Gimbrère Elena Malõgina             | w/o                 |
| 31. | 6 gennaio 2023    | Canberra Challenger, Canberra                                                   | Cemento     | Anastasija Tichonova   | Robin Anderson Hailey Baptiste              | 6-4, 7-5            |
| 32. | 18 marzo 2023     | Mesa de Yeguas, Anapoima                                                        | Terra rossa | Valerija Strachova     | Andrea Gámiz Eva Vedder                     | 6-0, 1-6, [10-4]    |
| 33. | 25 marzo 2023     | Mosquera Women's, Mosquera                                                      | Terra rossa | Valerija Strachova     | Silvia Ambrosio Lena Papadakis              | 5-7, 7-6(3), [10-8] |
| 34. | 29 aprile 2023    | Istanbul Cup, Istanbul                                                          | Terra rossa | Dalila Jakupovič       | Priscilla Hon Valerija Strachova            | 7-6(3), 6-4         |

#### Sconfitte (15)
| Torneo $100.000 (0) |
| Torneo $80.000 (1)  |
| Torneo $75.000 (0)  |
| Torneo $60.000 (3)  |
| Torneo $50.000 (4)  |
| Torneo $40.000 (0)  |
| Torneo $25.000 (6)  |
| Torneo $15.000 (0)  |
| Torneo $10.000 (1)  |

| N.  | Data              | Torneo                                                      | Superficie  | Compagna            | Avversarie in finale               | Punteggio           |
| 1.  | 18 luglio 2010    | Zwevegem Ladies Open, Zwevegem                              | Terra rossa | Maryna Zanevs'ka    | Richèl Hogenkamp Valerija Savinych | 3-6, 6-3, [7-10]    |
| 2.  | 16 agosto 2010    | Westend Ladies Tennis Cup, Westende                         | Cemento     | Alison Van Uytvanck | Quirine Lemoine Demi Schuurs       | 6–3, 4–6 [4–10]     |
| 3.  | 12 giugno 2012    | Trofeul Popeci, Craiova                                     | Terra rossa | Paula Kania         | Renata Voráčová Lenka Wienerová    | 6-2, 3-6, [6-10]    |
| 4.  | 9 giugno 2013     | Internazionali Femminili di Tennis di Brescia, Brescia      | Terra rossa | Réka Luca Jani      | Monique Adamczak Yurika Sema       | 4–6, 5–7            |
| 5.  | 8 marzo 2014      | Women's ITF Irapuato Club de Golf Santa Margarita, Irapuato | Cemento     | Anna Zaja           | Denise Muresan Indy de Vroome      | 4-6, 7-5, [7-10]    |
| 6.  | 6 ottobre 2014    | Chang ITF Thailand Pro Circuit Bangkok, Bangkok             | Cemento     | Dar'ja Gavrilova    | Liu Chang Lu Jiajing               | 4–6, 3–6            |
| 7.  | 3 maggio 2015     | Boyd Tinsley Women's Clay Court Classic, Charlottesville    | Terra verde | Ol'ga Jančuk        | Françoise Abanda Maria Sanchez     | 1-6, 3-6            |
| 8.  | 28 settembre 2015 | Zhuhai Open, Zhuhai                                         | Cemento     | Emily Webley-Smith  | Xu Shilin You Xiaodi               | 6-3, 2-6, [4-10]    |
| 9.  | 12 marzo 2016     | Abierto de Puebla, Puebla de Zaragoza                       | Cemento     | Ksenija Lykina      | Akiko Ōmae Prarthana Thombare      | 4–6, 6–2, [8–10]    |
| 10. | 8 maggio 2016     | Nana Trophy, Tunisi                                         | Terra rossa | İpek Soylu          | Arina Rodionova Valerija Strachova | 1-6, 2-6            |
| 11. | 26 gennaio 2019   | McDonald's Burnie International, Burnie                     | Cemento     | Maryna Zanevs'ka    | Ellen Perez Arina Rodionova        | 4-6, 3-6            |
| 12. | 30 aprile 2022    | Zagreb Ladies Open, Zagabria                                | Terra rossa | Lina Ǵorčeska       | Anastasia Dețiuc Katarina Zavac'ka | 4-6, 7-6(5), [9-11] |
| 13. | 1º luglio 2022    | Open International Féminin de Montpellier, Montpellier      | Terra rossa | Estelle Cascino     | Andrea Gámiz Andrea Lázaro García  | 4-6, 6-2, [11-13]   |
| 14. | 2 ottobre 2022    | Krka Open Otocec, Otočec                                    | Terra rossa | Iryna Šymanovič     | Jessie Aney Anna Sisková           | 0-3, rit.           |
| 15. | 25 novembre 2022  | Open Ciudad de Valencia, Valencia                           | Terra rossa | Iryna Šymanovič     | Cristina Bucșa Ylena In-Albon      | 3-6, 2-6            |

## Grand Slam Junior

### Singolare

#### Sconfitte (1)
| Tornei del Grande Slam  |
| ----------------------- |
| Australian Open (0)     |
| Open di Francia (0)     |
| Torneo di Wimbledon (1) |
| US Open (0)             |

| N. | Data          | Torneo                      | Superficie | Avversario in finale | Punteggio   |
| 1. | 2 luglio 2011 | Torneo di Wimbledon, Londra | Erba       | Ashleigh Barty       | 5-7, 6(3)-7 |

### Doppio

#### Vittorie (3)
| Tornei del Grande Slam  |
| ----------------------- |
| Australian Open (0)     |
| Open di Francia (2)     |
| Torneo di Wimbledon (0) |
| US Open (1)             |

| N. | Data              | Torneo                      | Superficie  | Compagna         | Avversarie in finale                    | Punteggio        |
| 1. | 4 giugno 2011     | Open di Francia, Parigi     | Terra rossa | Maryna Zanevs'ka | Victoria Kan Demi Schuurs               | 6-4, 7-5         |
| 2. | 10 settembre 2011 | US Open, New York           | Cemento     | Demi Schuurs     | Gabrielle Andrews Taylor Townsend       | 6-4, 5-7, [10-5] |
| 3. | 8 giugno 2012     | Open di Francia, Parigi (2) | Terra rossa | Dar'ja Gavrilova | Montserrat González Beatriz Haddad Maia | 4-6, 6-4, [10-8] |

#### Sconfitte (2)
| Tornei del Grande Slam  |
| ----------------------- |
| Australian Open (1)     |
| Open di Francia (0)     |
| Torneo di Wimbledon (1) |
| US Open (0)             |

| N. | Data            | Torneo                      | Superficie | Compagna        | Avversarie in finale              | Punteggio        |
| 1. | 3 luglio 2010   | Torneo di Wimbledon, Londra | Erba       | Elina Svitolina | Tímea Babos Sloane Stephens       | 7-6(7), 2-6, 2-6 |
| 2. | 28 gennaio 2012 | Australian Open, Melbourne  | Cemento    | Danka Kovinić   | Gabrielle Andrews Taylor Townsend | 7-5, 5-7, [6-10] |